# Höðr

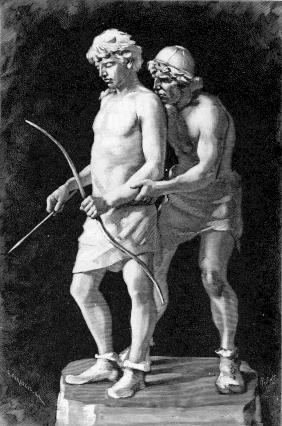
Loki inganna Höðr per colpire Baldr

Höðr (in norreno Hǫðr, talvolta anglicizzato in Hödr, Hodur, Hod oppure Hodergar "regno del sesto senso") è una figura della mitologia norrena. Il suo nome significa "guerra".

## La morte di Baldr
Höðr è il fratello del dio Baldr e si trova in disparte mentre gli dei giocano con quest'ultimo scagliandogli contro qualsiasi oggetto per provare la sua invulnerabilità.
Il dio Loki, infastidito dalla scena, dopo aver scoperto il punto debole di Baldr (il vischio) carpendolo con l'inganno alla dea Frigg sua madre, convinse Höðr di voler aiutarlo a partecipare al gioco nonostante la sua cecità: Loki mise quindi in mano a Höðr una freccia di vischio che, una volta scagliata, trafisse Baldr uccidendolo.
L'Edda in prosa sottolinea la frustrazione degli dei al non potersi vendicare in quanto all'interno di un santuario:
(Snorri Sturluson - Edda in prosa - edizione di Eysteinn Björnsson)
Nonostante ciò Váli, fratello di Baldr e Höðr, avrà comunque occasione di uccidere quest'ultimo per vendicare il fratello: Höðr termina dunque i suoi giorni nel regno dei morti, dal quale comunque è destinato a ritornare dopo il Ragnarǫk insieme al fratello Baldr come dio del nuovo mondo rigenerato.
Höðr è descritto molto brevemente nell'Edda di Snorri e la ragione ci viene spiegata nell'Edda stessa:
(Snorri Sturluson - Edda in prosa - edizione di Eysteinn Björnsson)
In una versione teutonica del mito, Höðr uccide Baldr con la spada di Miming, un troll della foresta. In quella versione Höðr non era cieco ed era forte fisicamente.